# Advantage Acid House Kings
Advantage Acid House Kings är Acid House Kings' andra studioalbum. Skivan gavs ut i Sverige av Labrador som en digipack-CD, i Spanien av DiscMedi Blau på CD och i USA på CD och LP av Shelflife Records. Den amerikanska utgåvan hade en annan låtordning än originalutgåvan. Två låtar hade även plockats bort: "Paris" och "A Lover's Weekend.

## Låtlista
Där inte annat anges är låtarna skrivna av Acid House Kings

### De svenska och spanska utgåvorna
1. "This and That" - 2:39
2. "Yes! You Love Me" - 2:31
3. "Family Friend" - 2:04
4. "Heaven's Just a Kiss Away" - 4:00
5. "...But I Was Wrong" - 2:43
6. "First Time" - 2:32
7. "Paris" - 3:08
8. "From the Notes I've Made So Far" - 2:44 (Mattias Nilsson)
9. "Wake Up!" - 2:30
10. "I Can't Let Go" - 4:55
11. "A Lover's Weekend" - 2:23
12. "Brighter" - 2:17

### Den amerikanska utgåvan
1. "Heaven's Just a Kiss Away" - 4:00
2. "This and That" - 2:39
3. "First Time" - 2:32
4. "Family Friend" - 2:04
5. "Yes! You Love Me" - 2:31
6. "From the Notes I've Made So Far" - 2:44 (Mattias Nilsson)
7. "I Can't Let Go" - 4:55
8. "Wake Up!" - 2:30
9. "Brighter" - 2:17
10. "...But I Was Wrong" - 2:43

## Personal
- Acid House Kings - producent
- Johan Angergård - bas, gitarr
- Niklas Angergård - sång, gitarr, keyboards
- Jan Gayen - keyboards (spår 1, 6, 8-10)
- Julia Lannerheim - sång (spår 1, 5-7)
- Henrik Mårtensson - fotografi
- Lukas Möllersten - konvolutdesign
- Mattias Nilsson - gitarr (spår 8)
- Sven Nilsson - trumpet (spår 4, 6, 9)
- Christian Roos - trombon (spår 4, 6, 9, 11)
- Martin Sventorp - ljudtekniker
- Joakim Ödlund - gitarr

### Fotnoter
1. ↑  ”Advantage Acid House Kings”. Discogs.com. http://www.discogs.com/Acid-House-Kings-Advantage-Acid-House-Kings/release/471976. Läst 2 mars 2012.